# Багрянник японский
Багрянник японский (лат. Cercidiphyllum japonicum) — листопадное дерево, вид семейства Багрянниковые (Cercidiphyllaceae), которое произрастает в Китае и Японии. Его иногда называют пряничным деревом за легкий карамельный запах, который оно испускает во время листопада.
Немецкое название Cercidiphyllum — «пряничное, или кухонное дерево» и английское — «карамельное дерево».
В Японии багрянник является одним из самых больших лиственных деревьев, достигая в высоту до 35 м.

## Описание

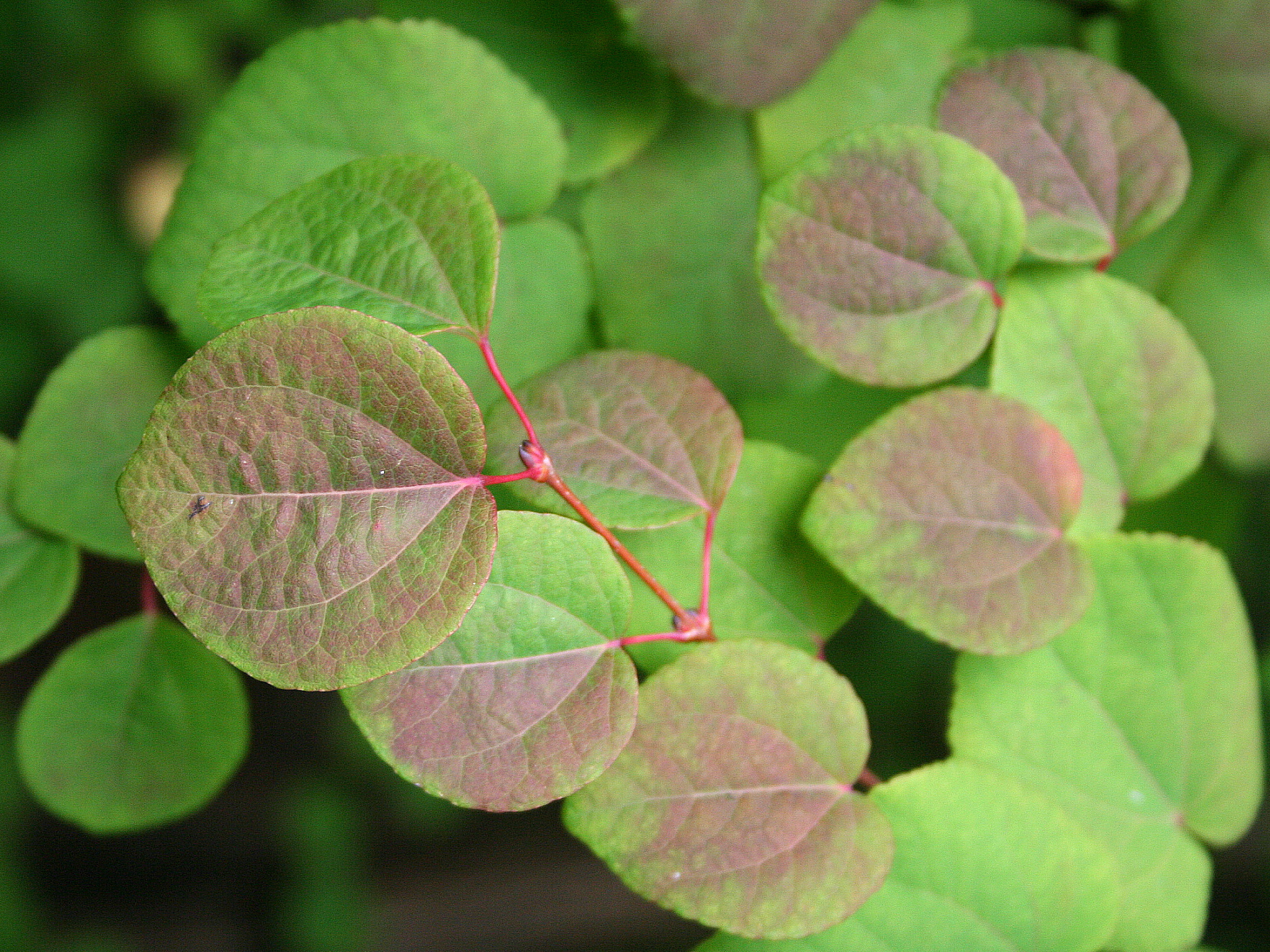
Крупный план листьев с сезонной окраской

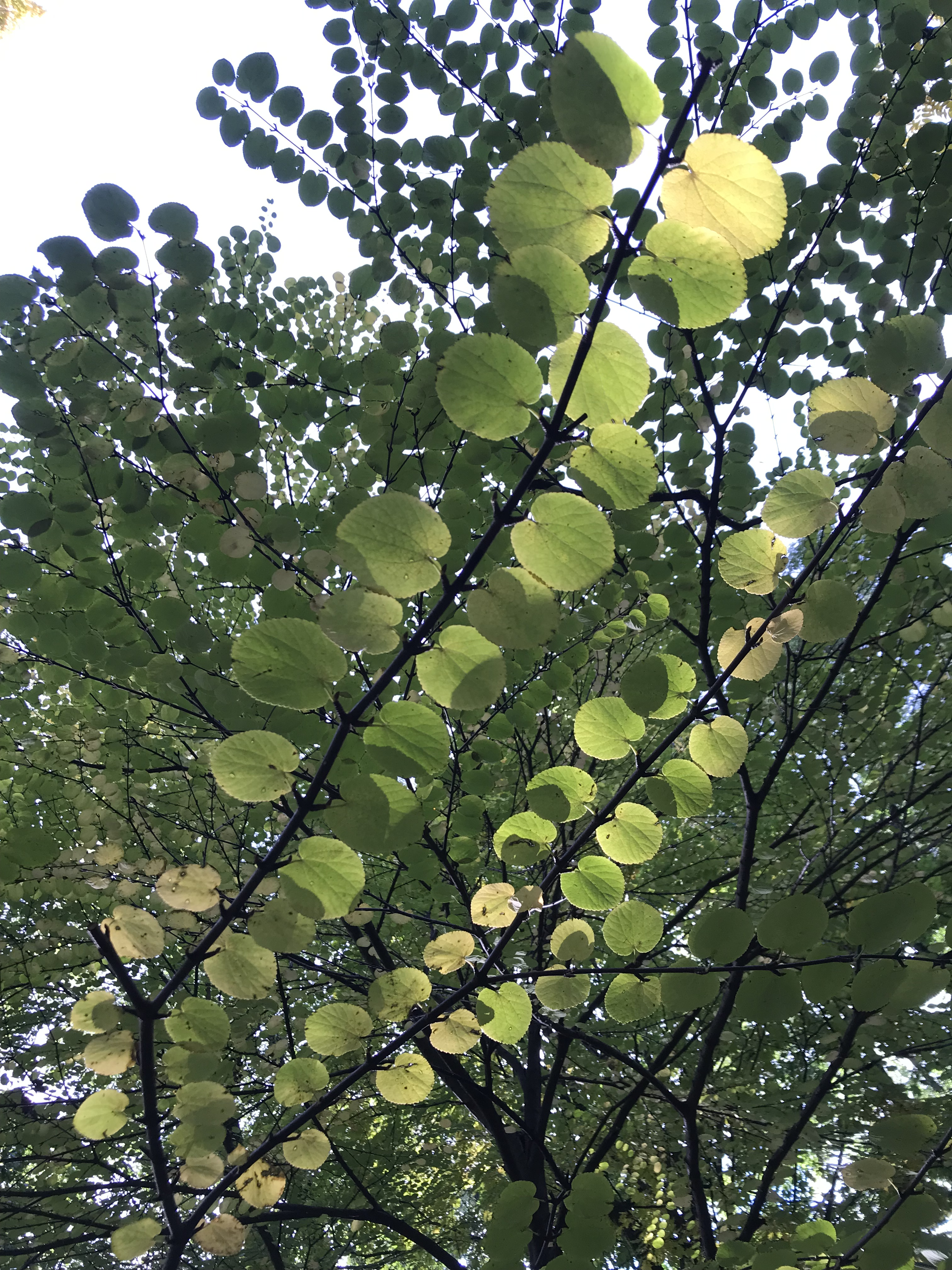
Вид снизу

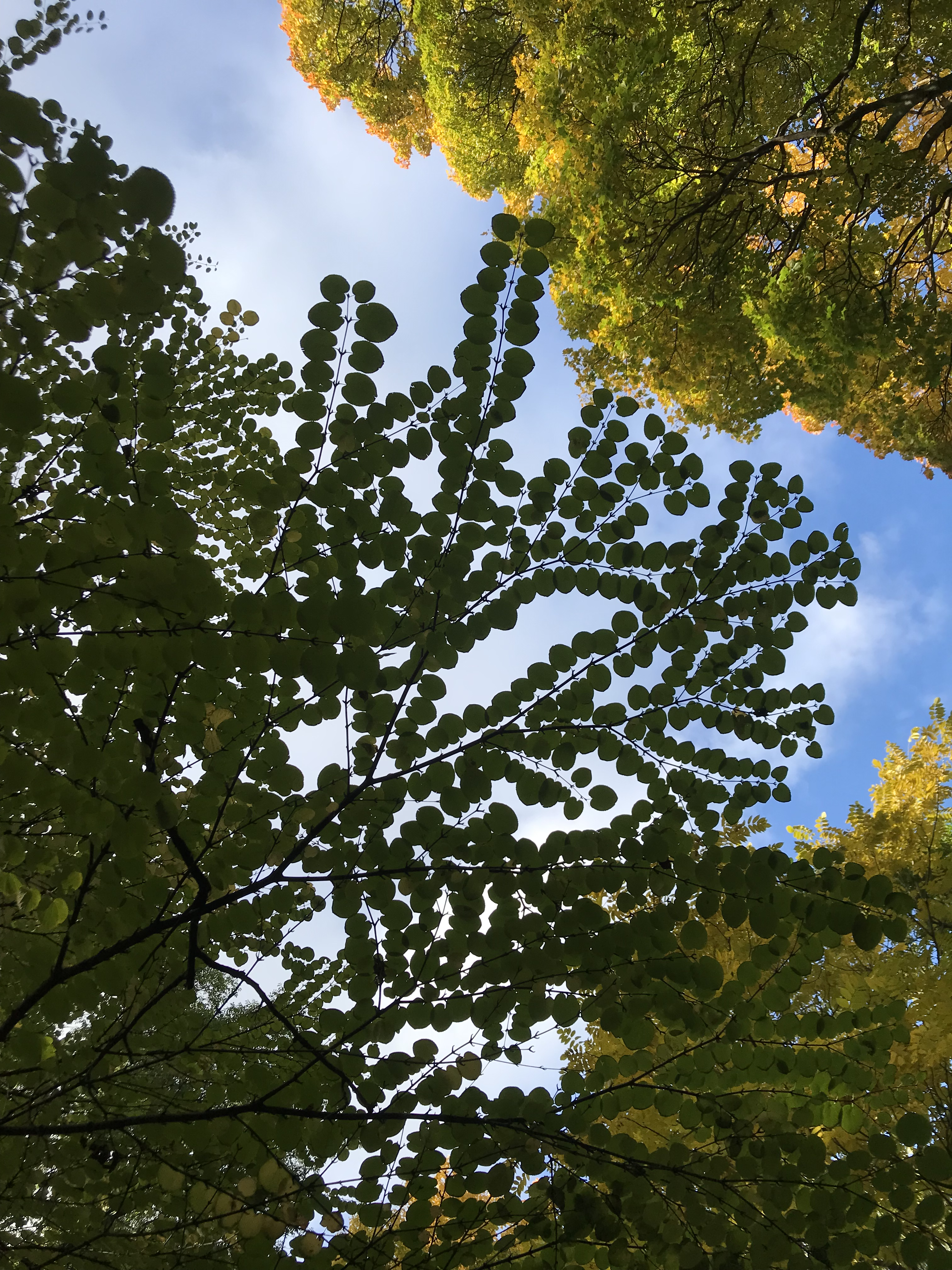
Вид снизу

### Морфология
Листопадное дерево или куст, вырастает до 10-(30)45 метров в высоту, с диаметром ствола до 1,2-2 метров (редко больше).
Побеги диморфные, с длинными побегами, образующими структуру ветвей, и короткими побегами, зарождающимися со второго года жизни.

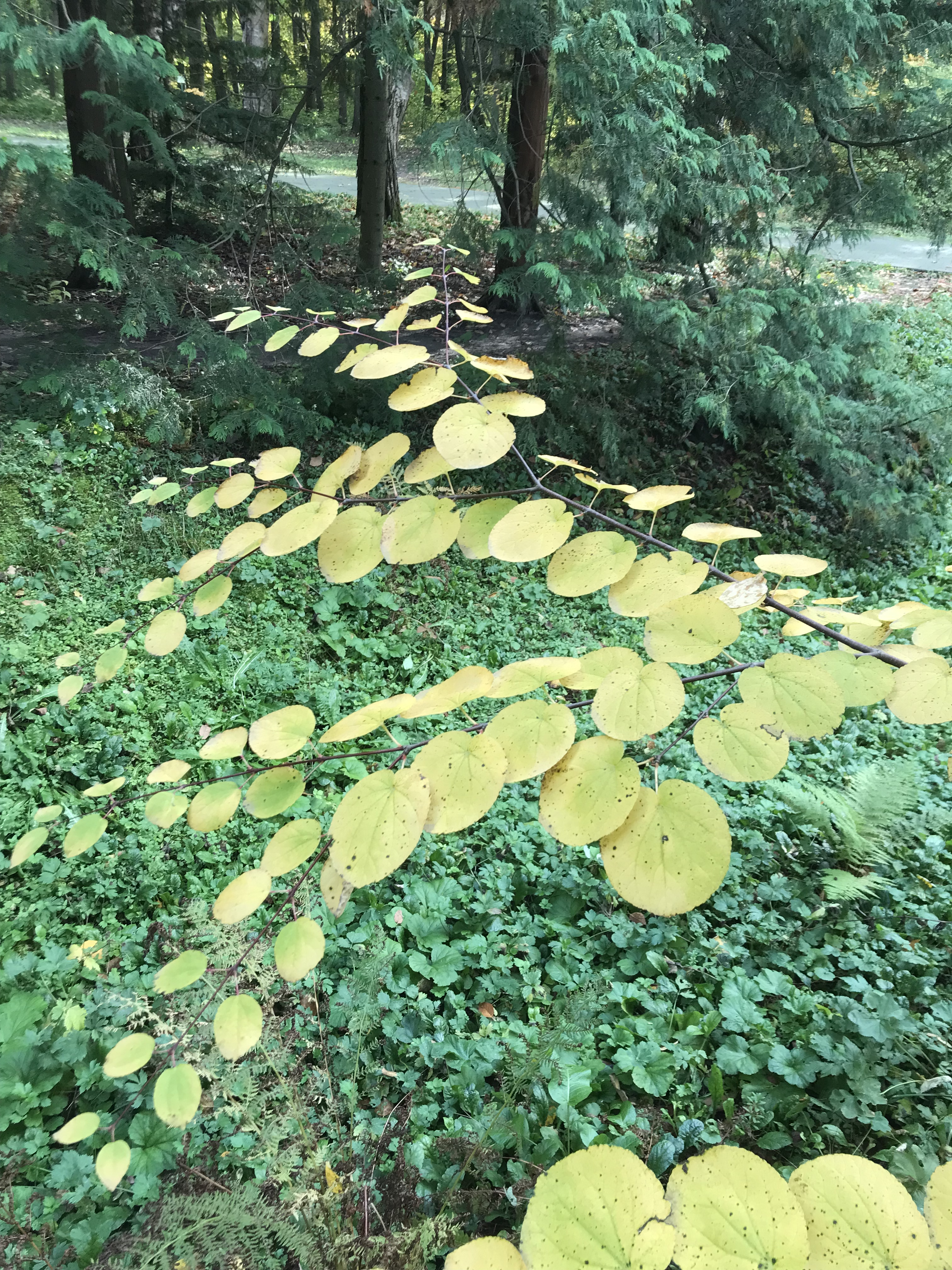
Побеги и листья

Листья образуются супротивными парами на длинных побегах и поодиночке на коротких побегах; они имеют черешок 1,4-4,7 см, округлые, с сердцевидным основанием и городчато-тупозубчатым краем. Листья на коротких побегах крупнее, 3,7-9 см длиной и 5-8,3 см шириной, а на длинных побегах мельче, 3,2-4,5 см длиной и 1,9-3,2 см шириной. Наблюдается гетерофиллия — на одном дереве произрастают листья различной формы: от широкояйцевидных до эллептических и почти треугольных.
Весной листья пурпурно-розовые, блестящие. Летом листья сверху тёмно-синевато-зелёные, снизу — сизые с красноватыми жилками, прочерчены веером крупных жилок. Осенью листья окрашиваются в различные свекольные, розовые и жёлтые тона, а иногда имеют характерный карамельный аромат. В некоторые годы запах бывает очень слабым и исчезает после высыхания листьев.
Цветки мелкие и невзрачные, образуются ранней весной среди распускающихся листьев, с мужскими и женскими цветками на отдельных растениях (двудомные).
Плод представляет собой гроздь из двух-четырёх листовок длиной 1-1,8 см и шириной 2-3 мм, в каждой листовке содержится несколько крылатых семян.

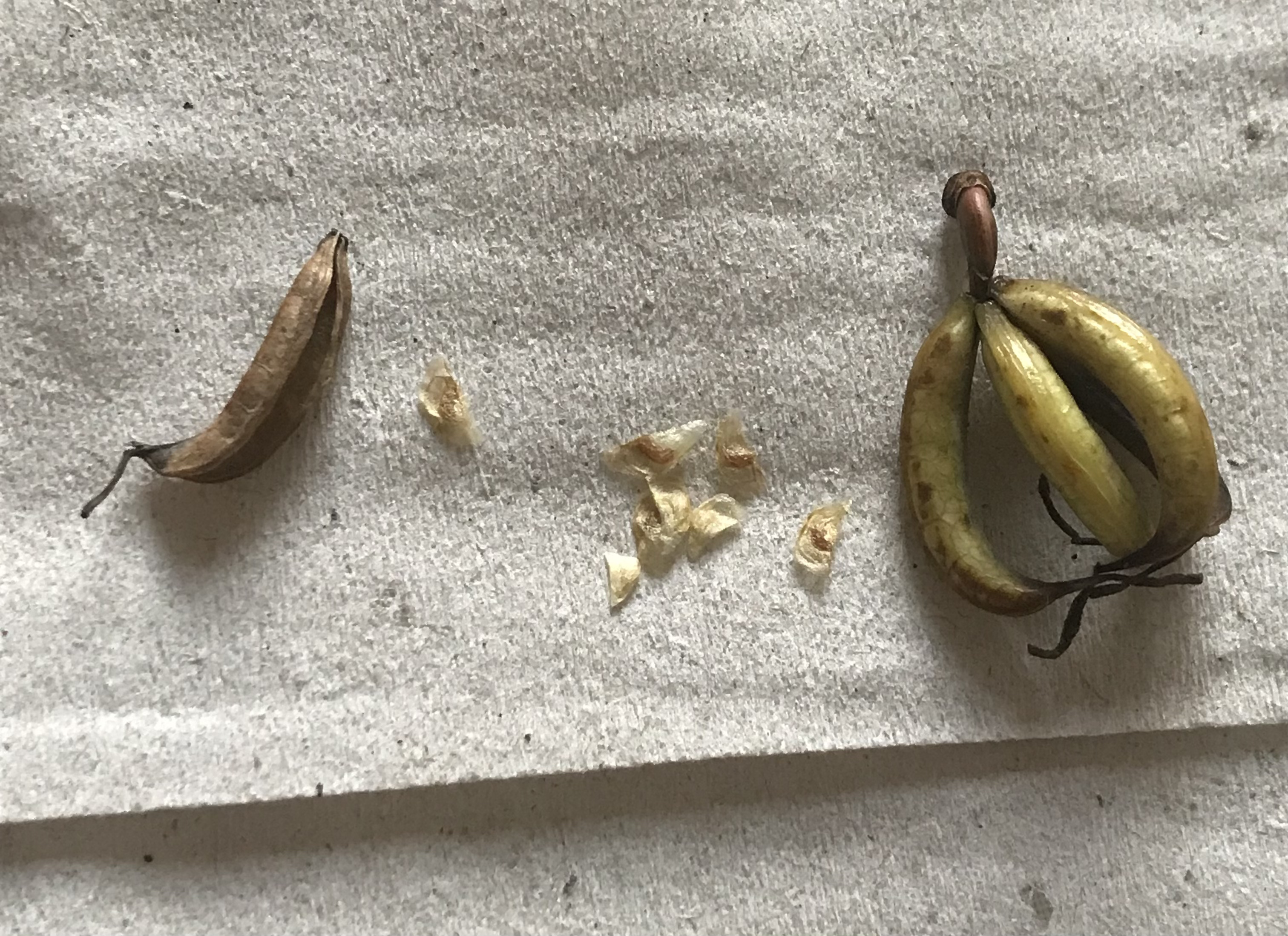
Плод и семена

Корневая система широко распростёрта в верхних горизонтах почвы.

### Жизненный цикл и экология
Культура быстрорастущая и зимостойкая, однако в суровые бесснежные зимы склонна к подмерзанию. Зона зимостойкости 5b (−26,1 °C). По результатам наблюдений 10 экземпляров багрянника в Ботаническом саду в Санкт-Петербурге, обмерзание растений в условиях современного климата второго десятилетия XXI в. отсутствует, прирост ежегодный и достаточно высокий, состояние растений, в основном, хорошее, поэтому вид является перспективными для использования в городском озеленении Санкт-Петербурга.
В плодоношение багрянник японский вступает с 15-16 лет. Цветение короткое (до 6-7 дней), обычно в апреле-мае. Плоды созревают в сентябре-октябре, но это в большей степени зависит от климатических условий.

## Ареал
Леса, опушки, у ручьев; 600—2700 м н.у.м.
Естественный ареал в Японии на островах Хоккайдо и Хонсю. Ареал в Китае: Юг и Запад Аньхой, Юг Ганьсу, северо-восток Гуйчжоу, ЮЗ Хэнань, Хубэй, Северо-Запад Хунань, Север Цзянси, Юг Шэньси, ЮЗ Шаньси, Сычуань, Северо-восток Юньнань, Северо-Запад Чжэцзян.

## Статус

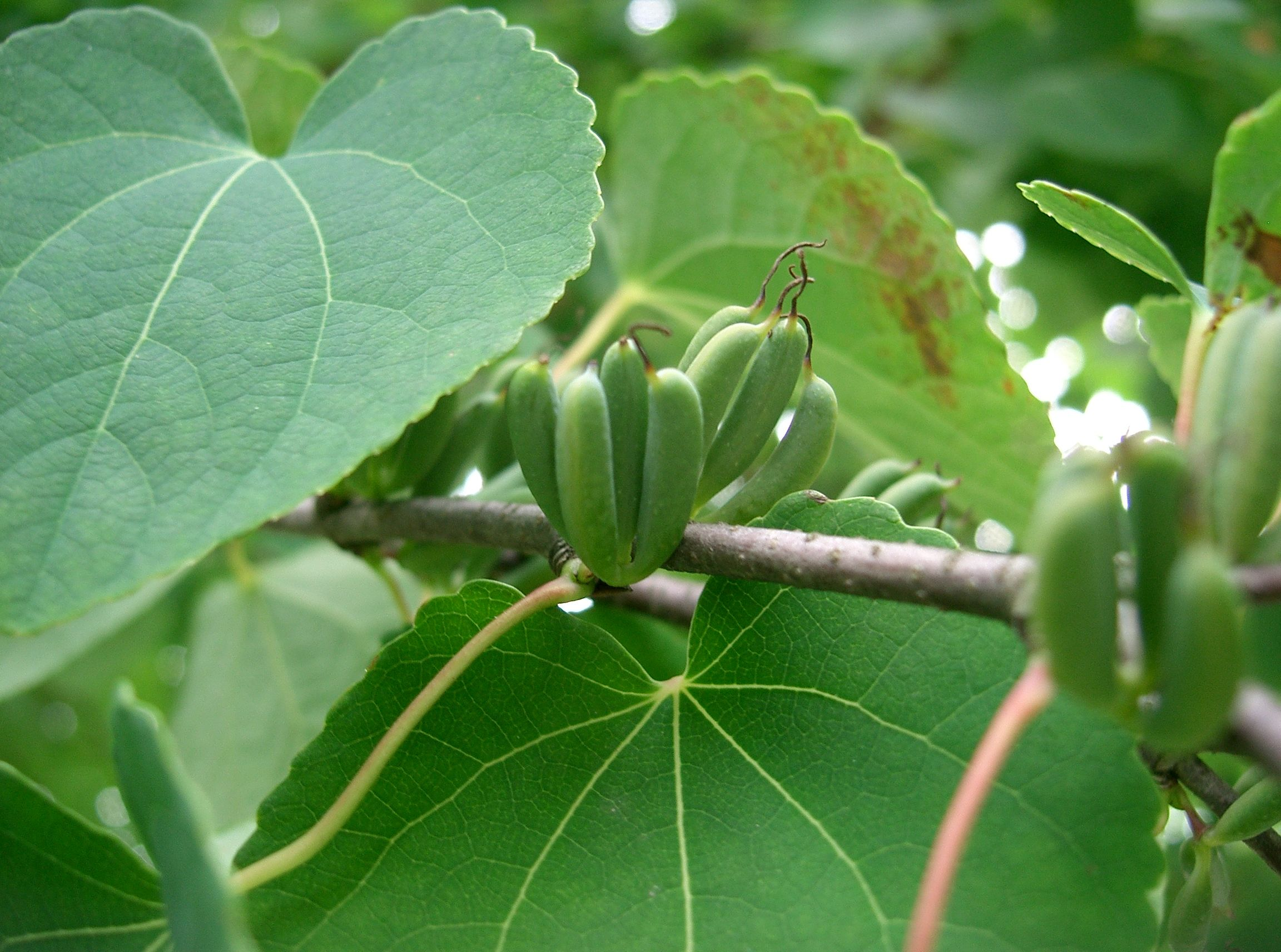
Ветка Cercidiphyllum japonicum с плодами.

Этот вид занесен в список находящихся под угрозой исчезновения в Китае, но в целом, когда включены японские популяции, C. japonicum классифицируется как вид с более низким риском. Китайские популяции в прошлом иногда обозначались как Cercidiphyllum japonicum var. sinense Rehder & EHWilson, но в настоящее время обычно считается, что он не отличается от вида.

## Применение
В умеренных широтах его высаживают как редкое декоративное дерево в садах и парках, ботанических садах и дендрариях, но в культуре редко вырастает выше 12 м, как правило до 5 м.
В культуру введен в 1865 г. В СССР ещё в середине XX в. был известен в культуре в Ленинграде, достигал до 4 м в высоту и считался достаточно устойчивым в условиях климата тех лет:
...Разновидность – var. magnifica Nakai (Cercidiphyllum magnificum Nakai), отличающаяся более крупными листьями, в Ленинграде оказалась такой же устойчивой, как основная форма; в возрасте 12 лет в парке Ботанического института АН СССР имеет 4 м выс. и не обмерзает...Замятнин Б. Н., Деревья и кустарники СССР, 1954
Древесина багряника японского примечательна мелкозернистой структурой и коричнево-красным ядром. Легко обрабатывается, полируется и окрашивается. Частенько из неё изготавливают мебель, материалы для внутренней отделки помещений и различные поделки.

### Выращивание

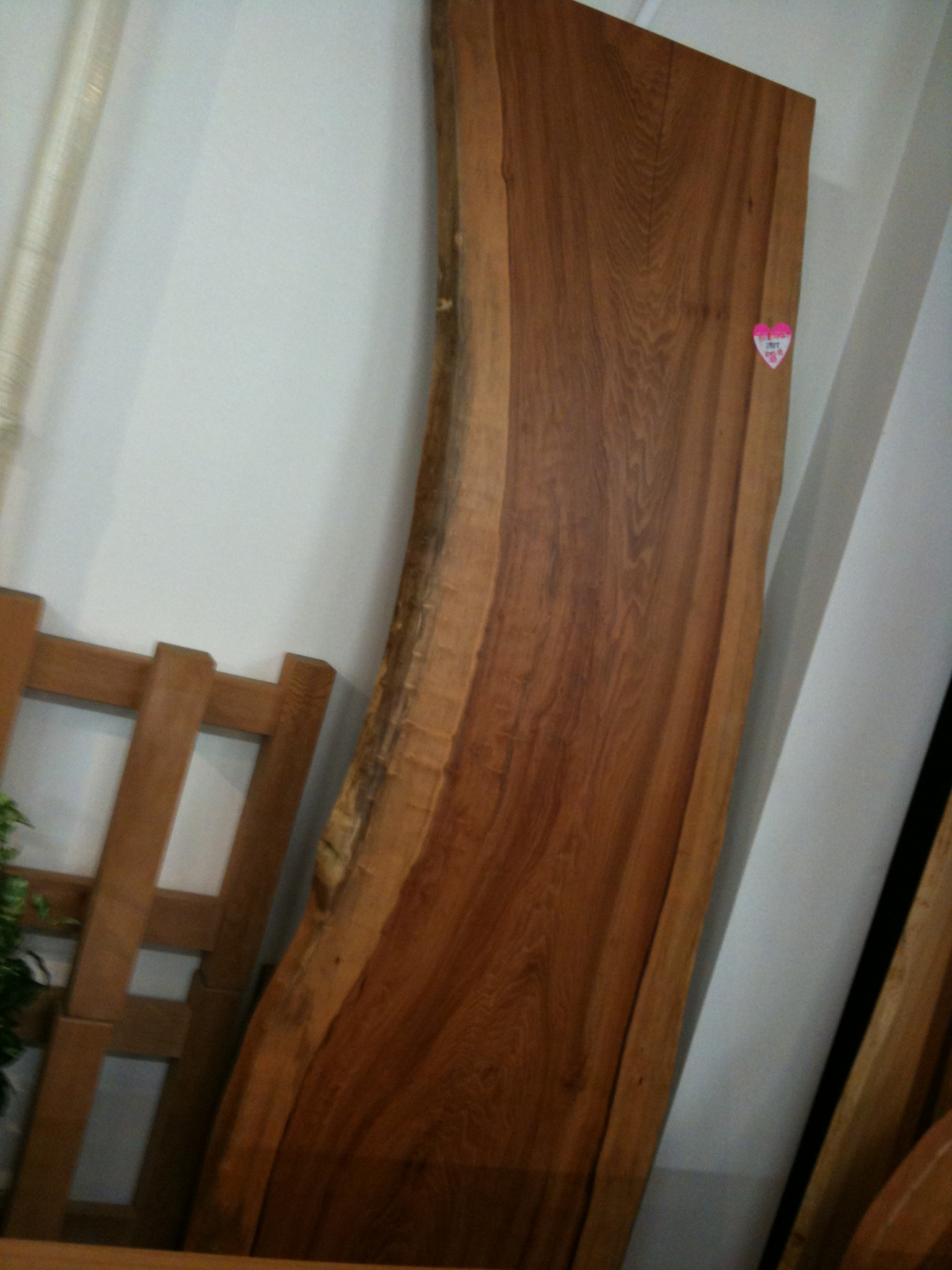
A katsura plank

Выращивается несколько различных сортов, включая 'Aureum', 'Heronswood Globe' и 'Ruby'. Следующие сорта получили награду Королевского садоводческого общества за Заслуги перед садом в 2017 году:
- C. japonicum[10]
- C. japonicum ‘Heronswood Globe’[11]
- C. japonicum f. pendulum[12]

### Размножение
Размножение семенами и вегетативно. В условиях климата Санкт-Петербурга по результатам наблюдений на базе Ботанического сада, установлено, что всхожесть семян колеблется в пределах 9-11 %. Прорастание семян — в первый год, довольно быстрое, через 10-15 дней после посева.
Багрянник можно размножить и вегетативным путём. Укоренение проводят зелёными полуодревесневшими черенками на феноэтапах полного лета, это обычно третья декада июня — первая декада июля. Укореняемость черенков в разных вариантах составила от 16,7 до 79,2 %, с наилучшим результатом при использовании стимулятора корнеобразования в виде пудры, содержащей углеродные одностенные нанотрубки (79,2 %).

### Болезни
По результатам наблюдений в Санкт-Петербурге, может поражаться корневой гнилью и трутовиками. Идентифицированы грибы-патогены Ольховый ложный трутовик (Phellinus alni) и Опёнок жёлтый (Armillaria lutea). В целом к морозобоинам и ассоциированным с ними патогенным грибам багрянник, по сравнению с другими древесными породами парка-дендрария, довольно устойчив. Если они у него и наблюдаются, то редко и в довольно значительном возрасте.